# Archipiélago de La Recherche

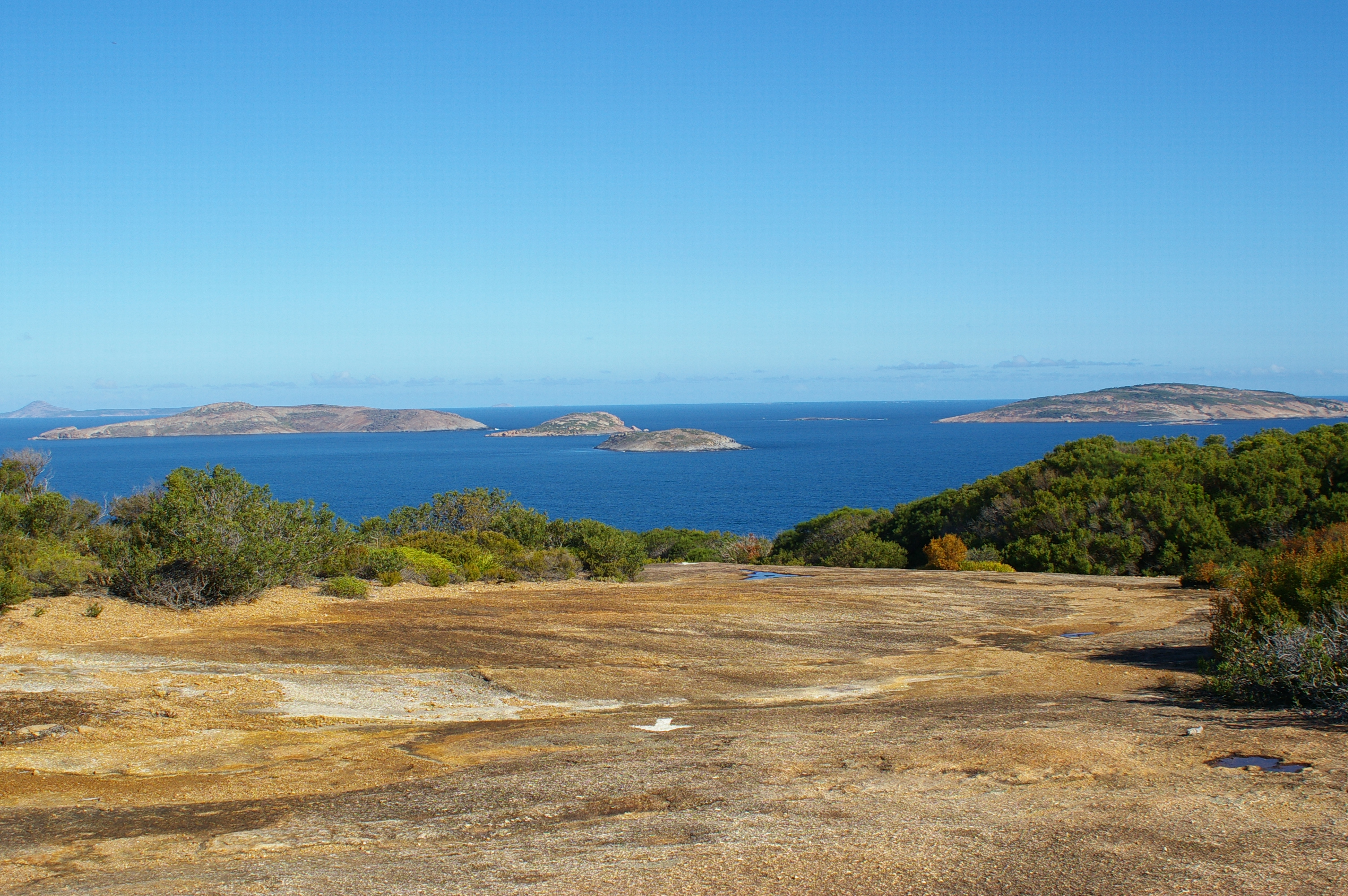
View of the Recherche Archipelago from Dempster Head

El archipiélago de la Recherche, o archipiélago Recherche (del inglés: Recherche Archipelago), es un grupo de 105 islas costeras y más de 1.200 «obstáculos para la navegación», localizado en aguas del océano Índico, frente a la costa meridional de Australia Occidental. Las islas se extienden 230 km en dirección este a oeste y unos 50 km mar adentro. El grupo occidental está cerca de la pequeña ciudad de Esperance (13.265 hab. en 2006)) y el grupo oriental de la bahía Israelita. Están ubicadas en la costa y también en aguas interiores, estando en parte dentro de la «Reserva natural del archipiélago de La Recherche» (Recherche Archipelago Nature Reserve).

## Descubrimiento europeo y nombramiento
Las islas fueron conocidas por los europeos cuando Francois Thijssen y Pieter Nuyts, navegando en el Gulden Zeepaert, las avistaron y exploraron la zona en 1627. George Vancouver también pasó por el archipiélago, como parte de su expedición en el HMS Discovery en 1791.
El área fue nombrada como «archipiélago de la Recherche» (del francés: L’Archipel de la Recherche) por Bruni d'Entrecasteaux durante una expedición francesa en 1792. Este nombre fue tomado de una de las naves del vicealmirante, La Recherche. La cercana ciudad de Esperance se llama así por el otro barco de la expedición, L'Esperance. También llegó a ser conocido como las «islas de D'Entrecasteaux». Matthew Flinders fue el primero en explorar y cartografiar las islas del archipiélago en 1802, como parte de su viaje en el HMS Investigator.

## Historia marítima
El 14 de febrero de 1991 el Sanko Harvest, un granelero de 33.024 toneladas, se hundió en el archipiélago convirtiéndose en el segundo mayor naufragio en el que se puede bucear en el mundo. Del informe de la contaminación por el hundimiento se informó poco tiempo después del accidente.
El único pirata conocido en Australia, Black Jack Anderson, frecuentaba el archipiélago en la década de 1830. Un antiguo ballenero que se convirtió en pirata y causó estragos en la zona hasta ser asesinado por su tripulación.
Flinders perdió dos anclas importantes a la hora de abandonar la zona en 1802. En 1972 fueron recuperadas y se trasladaron al Museo Marítimo de Australia Meridional.
Los usos actuales en la zona ahora contemplan la pesca deportiva y comercial, y el transporte marítimo desde el puerto de Esperance. La pesca comercial es principalmente de abulón, langosta de roca Esperance, sardina y tiburones, y la pesca turística es una industria establecida. El área se ha propuesto para otras aplicaciones como la acuicultura, que incluiría los ensayos de cultivo del atún rojo.

## Geografía
El archipiélago constituye un grupo de islas en aguas interiores y costeras frente a la costa suroeste de Australia. El grupo occidental está cerca de Esperance, y en grupo oriental cerca de la bahía Israelita. Forman un archipiélago de 105 accidentes clasificados como islas, y más de 1.500 como islotes. Las islas del archipiélago tienen una superficie total de 97,2 km².
Las islas se componen en general de afloramientos de granito, que en general tienen fuertes pendientes y a menudo carecen de playas. Un gran número de accidentes geográficos se encuentran sumergidos, estando algunos expuestos a las mareas.

### Grupos
Las islas son generalmente consideradas como parte del grupo occidental (cerca de Esperance y de la isla Woody y el Parque Nacional Cabo Le Grand) o del grupo oriental (isla Middle es la más prominente), cerca del Parque Nacional Cabo Árido. Algunos reconocimientos del archipiélago van más allá de la distinción oriental y occidental y consideran agrupaciones en torno a las islas con nombre.
Parte del área está incluida en la bioregión descrita como Esperance 2 (ESP2), la "subregión Recherche", que contiene el Parque Nacional Cabo Le Grand en su extremo occidental, y el Parque Nacional Cabo Árido en el extremo oriental. Esta zona recibe el nombre de «Reserva Natural Archipiélago de la Recherche». (Recherche Archipelago Nature Reserve).

### Islas notables
- isla Ben, en la que se ha llevado a cabo investigación científica;[12]

- isla Middle [isla Medio], que ha tenido actividad histórica.[13][14] Es la mayor isla del archipiélago (con 10,8 km²)[8] y fue nombrada por Matthew Flinders en 1802. Flinders ascendió los 185 m del pico (llamado hoy pico Flinders) para reconocer las islas de los alrededores. La isla también tiene un lago rosa, el lago Hillier, del que John Thistle recogió algunas muestras de sal.[2] El pirata Black Jack Anderson tenía la base en esta isla, desde la que lanzaba ataques contra los barcos que se dirigían entre Adelaida y Albany (34°5′58.08″S 123°11′23.86″E / -34.0994667, 123.1899611);

- isla Woody, es la única isla con acceso y uso público dentro de la reserva;

- isla Anvil [isla Yunque], una colonia del león marino australiano (33°44′7.49″S 124°5′52.03″E / -33.7354139, 124.0977861);

- isla Barrier [isla Barrera], una colonia del león marino australiano (33°58′42.34″S 123°8′21.95″E / -33.9784278, 123.1394306);

- isla Forrest [isla Bosque][15] (33°54′59.00″S 122°42′38.59″E / -33.9163889, 122.7107194);

- isla Taylor, un sitio de cría para el león marino australiano (33°55′15.49″S 122°52′21.59″E / -33.9209694, 122.8726639);

- isla Cooper [isla Cobre], un lugar de cría para el león marino australiano y el lobo marino de Nueva Zelanda[16] (34°13′55.28″S 123°36′22.21″E / -34.2320222, 123.6061694);

- isla Mondrain, una isla de 8,1 km² que soporta una población de walabís de las rocas de flancos negros (Petrogale lateralis. El punto más alto de esta isla es el pico Baudin con una altura de 222 m (34°8′7.10″S 122°14′45.35″E / -34.1353056, 122.2459306);

- isla Observatory [isla Observatorio]. Los capitanes Bruni d'Entrecasteaux y Huon de Kermandec se protegieron en el lado de sotavento de la isla en 1792 durante una tormenta salvaje. Mientras que sus barcos, La Recherche y L'Esperance, estaban anclados d'Entrecasteaux decidió nombrar la bahía en memoria de su propio barco, la primera nave que entró en ella (L'Esperance)[17] (33°55′20.02″S 121°47′37.03″E / -33.9222278, 121.7936194);

- isla Salisbury, de 3,2 km², es un lugar de cría del león marino australiano y del lobo marino de Nueva Zelanda. Esta isla también soporta una población de walabís de las rocas de flancos negros.[18] (34°21′32.49″S 123°33′13.10″E / -34.3590250, 123.5536389);

- isla Westall, una pequeña isla de 70 Ha que soporta una población de walabís de las rocas de flancos negros (34°4′44.01″S 122°58′3.18″E / -34.0788917, 122.9675500);

- isla Wilson, una pequeña isla de 90 Ha que soporta una población de walabís de las rocas de flancos negros.[19] (34°6′52.50″S 121°59′49.63″E / -34.1145833, 121.9971194).

## Flora y fauna
Las islas más grandes tienen un sustrato que soporta vegetación y permite el anidamiento de aves y la vida de otros animales. En las aguas circundantes hay un complejo medio ambiente marino: el hábitat bentico tiene varias densidades de praderas marinas, arrecifes de coral o arenas desnudas.

### Marina
Las aguas que rodean las islas reúnen a menudo empinados frentes de granito, extensos arrecifes y otros formas características de hábitats que soportan una rica diversidad de vida marina. Esto incluye más de 450 tipos de esponjas, praderas marinas y corales blandos. A una especie de algas como de coral, los rodolitos, forman lechos que soportan especies marinas de arañas, caracoles y gusanos, que también actúa como una guardería para las vieras. Los mamíferos marinos asociados a las islas incluyen dos especies de foca, grandes grupos de delfín común (Delphinus delphis) y ballenas minke (Balaenoptera acutorostrata).
Las praderas marinos encontradas en la isla incluyen: Amphibolis antarctica, Amphibolis griffithii, Halophila decipiens, Halophila ovalis,  Posidonia angustifolia, Posidonia australis, Posidonia coriacea, Posidonia denhartogii, Posidonia kirkmani, Posidonia ostenfeldii, Posidonia sinuosa, Syringodium isoetifolium y Thalassodendron pachyrhizum.

### Terrestre
Las islas soportan poblaciones de flora y fauna terrestres, algunas de las cuales son únicas en el archipiélago. En algunas islas se encuentran colonias de cría de lobo marino de Nueva Zelanda (Arctocephalus forsteri) y de león marino australiano (Neophoca cinerea). Los marsupiales son Tammars (Macropus eugenii derbianus), una especie de Bandicoot (Isoodon obesulus), dos subespecies de walabís de las rocas de flancos negros (Petrogale lateralis lateralis y Petrogale lateralis hacketti). Las serpientes incluyen la Dugite Islas Recherche (Pseudonaja affinis tanneri), en la isla de Cull, y la pitón Morelia spilota imbricata. Otros reptiles incluyen el gecko Barking (Underwoodisaurus milii), el dragón adornado (Ctenophorus ornatus), y el Monitor Heath Meridional (Varanus rosenbergi).
Un tipo de ganso reside en las islas, el ganso del Cabo Barren de La Recherche (Cereopsis novaehollandiae grisea), una subespecie rara que se reproduce en islas con vegetación herbácea;  en las islas Culi, Daw, Round y Wickham se observan ejemplos notables de este hábitat preferido. Dos especies de ranas se encuentran también en las islas, la rana Quacking (Crinia georgiana) y la rana de muslos manchados (Litoria cyclorhyncha).
Muchos de los animales y las plantas se encuentran en refugios, en los que se encuentran alejados de los factores que amenazan a las poblaciones del continente.

## Primera cartografía
- Beautemps-Beaupré, C. F. (1807) Carte de l'archipel de la Recherche, situé à la partie occidentale de la terre de Nuyts, reconnu par le contre amiral Bruny-Dentrecasteaux, en décembre 1792 (an 1.er de l'ere Française) Paris: Dépôt général des cartes et plans de la marine et des colonies], Battye Library Map Stack B/23/17 Scale [ca. 1:436,000] (Map of Recherche Archipelago showing track of Recherche and Espérance in December 1792). (Battye copy reduced to approximately 1:812 000 and 25 x 38.4 cm)